# Alejandro González (pintor)
Alejandro Mono González (Curicó, región del Maule; 2 de marzo de 1947) es un artista y escenógrafo chileno, reconocido por sus trabajos en murales con temática social.

## Biografía
Su padre fue obrero y su madre, una mujer de campo; estudió en la Escuela Primaria n°1 de Curicó.
Ingresó en 1963 a la escuela experimental artística de Santiago, de la que egresó en 1967; allí estudió junto a Fernando Marcos Miranda y Osvaldo Reyes, y comenzó su aprendizaje del muralismo influenciado por artistas como Diego Rivera y David Alfaro Siqueiros). Durante este tiempo, también se une a las Juventudes Comunistas para participar en actividades de cultura y propaganda.
Durante 1969, participó en un grupo de trabajo creando murales, durante la campaña del entonces candidato a la presidencia Salvador Allende; entonces se creó la Brigada Ramona Parra, con la cual seguirá trabajando durante los siguientes años. Cercano al pintor chileno Roberto Matta, trabajaron en coordinación con la Brigada y habitantes de la comuna de La Granja en el mural El primer gol del pueblo chileno.
Después de la construcción del Hospital del Trabajador de Santiago en 1971, se llamó a concurso para crear un mural decorativo; de las 15 postulaciones recibidas, miembros de la Brigada Ramona Parra (entre ellos Mono González) pintaron en la obra pictórica que fue entregada a la comunidad en 1972. Ese año se licenció en diseño teatral en la Universidad de Chile (conocida como ITUCH en esos tiempos).
Después del golpe militar que encabezó el general Augusto Pinochet con el gobierno socialista de Allende, el Partido Comunista fue disuelto y, como otros militantes, González debió entrar en la clandestinidad. Para subsistir junto con su familia, trabajó como carpintero; además, bajo un nombre falso desempeñó labores de tramoyista, pintor y escenógrafo en el Teatro Municipal de Santiago entre 1982 y 1987, trabajando para obras como Don Quijote de la Mancha y Romeo y Julieta. Durante esos años, comenzó a conocer a las personas relacionadas con el mundo cinematográfico de Chile; también participó en la escenografía de las campañas televisivas del No durante el plebiscito nacional de Chile de 1988.
Durante años, González ha dictado cátedras acerca del trabajo social e iconográfico de las pinturas en zonas públicas tanto en Chile como en Argentina, Holanda, Francia, Italia, Ecuador, Perú, Cuba, entre otros.
Su gran mural Vida y trabajo (2008) adorna la estación de metro Parque Bustamante; entre las obras de los años 2010 se pueden cintar sus 3 piezas para el show Varekai del Cirque du Soleil en la presentación que hicieron en Chile en 2012.
En 2011 publicó 27 de Febrero, libro en el cual plasma con técnicas propias de su trabajo las emociones de unos pobladores de Curanipe luego del terremoto de 2010, que le valió un premio Altazor en la categoría de Diseño Gráfico e Ilustración.
Ha enseñado Producción de Arte en la carrera de cine en la Universidad ARCIS, e impartido talleres sociales en distintas partes del país. También ha participado en la escenografía de películas como La frontera de Ricardo Larraín, Machuca de Andrés Wood y La danza de la realidad de Alejandro Jodorowsky, además de la serie de televisión Ecos del desierto también de Wood, y en variados comerciales televisivos.
Con su hijo diseñador Sebastián González Ruiz tiene una galería de arte dedicada al grabado y la serigrafía en el Persa Biobío, donde realiza exposiciones y vende obras de artistas jóvenes. González, que fue nominado en 2017 al Premio Nacional de Artes Plásticas de Chile, lanzó el mismo año el libro Cuaderno de piel (Perroseco Editores, Total Graphics y Quinteros Impresores).

## Estilo
La estética más característica de sus trabajos es la de representar los tópicos relacionados al trabajador y obrero común, su vida y su trabajo y las injusticias sociales, entre otros elementos; todos estos plasmados (en mayor parte) en trabajos de pintura sobre grandes superficies, que pueden ser muros, tableros o lienzos. También tiene trabajos en serigrafía, xilografía y libros, entre otros. También su trabajo se emplaza en el sentido de la construcción (como escenógrafo, ha participado en la construcción de fondos para películas, series de televisión y teatro) pan.
Su técnica de pintura se basa en colores planos sin matices, delineados con anchas líneas negras; aunque también puede presentar trabajos con tonos degradados y difuminados. Destaca el nivel de simbolismo y contexto presentes en sus obras.

## Obras
| Lista de algunas obras | Lista de algunas obras                            | Lista de algunas obras | Lista de algunas obras                                                                                   |
| Año                    | Obra                                              | Notas | Ubicación                                                                                                |
| ---------------------- | ------------------------------------------------- | --- | --- |
| 1964                   | Mural colectivo                                   | temática de "El Chile Futuro" | La Reina, Santiago, Chile.                                                                               |
| 1970                   | Mural de la Brigada Ramona Parra                  | Primer mural de la Brigada Ramona Parra (BRP) | Alameda, Santiago, Chile.                                                                                |
| 1971                   | El primer gol del pueblo chileno                  | Mural pintado junto con Roberto Matta | La Granja, Santiago, Chile.                                                                              |
| 1972                   | Sin título                                        | Mural, acrílico sobre muro, 2,10 x 12,57 metros | sala de espera del Hospital del Trabajador de Santiago de la Asociación Chilena de Seguridad.            |
| 1978-1979              | Mural                                             | pintura de esmaltes y oleos de tarro, 2,50 x 4,0 metros, organizado por la Asociación de Artistas Plásticos Jóvenes. El mural existió hasta el año 2004. | Gimnasio del Sindicato de Goodyear, Maipú, Santiago.                                                     |
| 2002                   | Mural en homenaje a Andrés Pérez                  | 18 x 8 metros | Avenida Vicuña Mackenna con Alameda, Santiago, Chile.                                                    |
| 2005                   | Sin título                                        | Mural en San Antonio | paseo costanera del puerto de San Antonio, Región de Valparaíso, Chile.                                  |
| 2005                   | Sin título                                        | Mural participativo | Lo Prado, Santiago, Chile.                                                                               |
| 2005                   | Sin título                                        | Mural participativo para cierre de la campaña de Francisco Villa                                                                                         | Peñalolén, Santiago, Chile.                                                                              |
| 2005                   | Luchar, trabajar, estudiar                        | Serigrafía en bastidor de tela de cortina con tinta hecha a base de tierra de color con engrudo, extracto de imagen de un mural pitando en 1972          | Santiago, Chile                                                                                          |
| 2005                   | Sin título                                        | Mural en Escuela Pablo Neruda | Villa Ortega, Coyhaique, Chile.                                                                          |
| 2005                   | Sin título                                        | Mural en Villa Ñihuerao | Coyhaique, Chile.                                                                                        |
| 2005                   | Sin título                                        | Mural en la entrada del Estadio Regional | Coyhaique, Chile.                                                                                        |
| 2006                   | Sin título                                        | Mural en la Junta de Vecinos de la Legua, la actividad fue organizada por la Delegación de Cultura en Movimiento Argentina.                              | Santiago, Chile.                                                                                         |
| 2007                   | Sin título                                        | Mural realizado en Fiesta de los Abrazos del PCCh | Santiago, Chile.                                                                                         |
| 2008                   | Vida y trabajo: los ojos y las manos del esfuerzo | soporte terciado con tratamiento ignífugo (retardante al fuego) sobre estructura de fierro y pintura a la piroxilina                                     | Estación Parque Bustamante, Línea 5 Metro de Santiago, Chile.                                            |
| 2009                   | Sin título                                        | Mural sobre la matanza de Pampa Irigoin en calle Las Acacias, Población Manuel Rodríguez.                                                                | Puerto Montt, Chile.                                                                                     |
| 2010                   | Integración                                       | Mural pintado junto al grafitero Seth en el Museo a Cielo Abierto                                                                                        | Avenida Departamental, San Miguel, Chile                                                                 |
| 2010                   | Sin título                                        | Mural en la plaza Prat sobre el tehuelche | Coyhaique, Chile.                                                                                        |
| 2011                   | Murales colectivos                                | 19 piezas de 80 metros cuadrados cada uno | San Miguel y Avenida Departamental, Santiago, Chile.                                                     |
| 2012                   | Saludo a la historia                              | mural con acrílico y piroxilina pintado durante el 1.er festival Hecho en Casa                                                                           | salida norte de la metro Universidad Católica, a un costado del acceso poniente al GAM, Santiago, Chile. |
| 2016                   | Homenaje al Día de la Mujer                       | Mural en la plaza de bolsillo Morandé 83 | calle Morandé 83, Santiago, Chile.                                                                       |
| 2016                   | Sin título                                        | Mural (pared oriente) en el acceso al metro Bellas Artes                                                                                                 | calle Monjitas esquina noroeste con calle Mosqueto, Santiago, Chile.                                     |
| 2016                   | El hombre de la tierra                            | 120 m², en oficina de la INDAP | Panguipulli, provincia de Valdivia, región de Los Ríos, Chile.                                           |
| 2019                   | Paisajes comunes                                  | 200 m², en zona de combinación de la estación Franklin del Metro de Santiago.                                                                            | Santiago, Chile.                                                                                         |

## Premios y distinciones
[...] y para esto otro vivo [...] tiene que ver con los murales callejeros, que tiene que ver con los grabados, con los talleres y con el arte popular; entonces, esa es mi forma de vivir [...]
Alejandro Mono González.

2024||  Ciudadano Imustre || Hijo Ilustre de San Bernardo, otorgado por la Ilustre Municipalidad de San Bernardo.

| Lista de premios | Lista de premios                                                  | Lista de premios | Lista de premios |
| Año              | Premio                                                            | Notas | País             |
| ---------------- | ----------------------------------------------------------------- | --- | ---------------- |
| 1971             | Primer lugar en el Concurso de murales de la FECH                 | Historia del movimiento obrero en Chile, pintura al aceite o vinílico | Chile.           |
| 1989             | Mención Honrosa en el Concurso de Pintura Mujer, Sueño y Realidad | Primer Centenario de Falabella, organizado por la Corporación Amigos del Arte, Museo Nacional de Bellas Artes                                                                        | Chile.           |
| 2009             | Fondo Cultura Bicentenario                                        | Financió la elaboración de los murales colectivos de San Miguel y Avenida Departamental, el libro, el documental y la realización de una serie de talleres de muralismo y serigrafía | Chile.           |
| 2011             | Premio Altazor                                                    | Categoría Diseño Gráfico e Ilustración por 27 Febrero | Chile.           |
| 2024             | Ciudadano Ilustre                                                 | Hijo Ilustre de la comuna de San Bernardo, otorgado por la Ilustre Municipalidad de San Bernardo.                                                                                    | Chile.           |